# 5043 Задорнов
5043 Задорнов (5043 Zadornov) — астероїд головного поясу, відкритий 19 вересня 1974 року.
Тіссеранів параметр щодо Юпітера — 3,198.
Названо на честь Задорнова Михайла Миколайовича (нар.1948) — радянського і російського письменника-сатирика.